# Valérie Quennessen
Valérie Quennessen (* 3. Dezember 1957 in Boulogne-Billancourt; † 19. März 1989 in Saint-Ouen-des-Champs) war eine französische Schauspielerin.

## Leben und Karriere
Quennessen trat bereits seit ihrem Kindesalter als Akrobatin auf und kam als Jugendliche zur Schauspielerei, weil sie ihre Schüchternheit überwinden wollte. Nach dreijährigem Studium machte sie 1979 ihren Abschluss an der Pariser Schauspielschule Conservatoire national supérieur d’art dramatique. In den späten 1970er-Jahren spielte sie in Theaterproduktionen der Werke von Jean Racine, Luigi Pirandello und Jean Anouilh.
Quennessen machte ihr Filmdebüt 1976 in einer kleinen Rolle in Le plein de super und trat auch in den folgenden Jahren in französischen Film- und Fernsehproduktionen auf. Am bekanntesten wurde sie aber wohl durch ihre Rollen in internationalen Filmproduktionen, zunächst als Studentin in Wer geht denn noch zur Uni? aus dem Jahr 1979. Im Jahr 1982 spielte sie die Prinzessin Yasimina in dem erfolgreichen Abenteuerfilm Conan der Barbar von John Milius an der Seite von Arnold Schwarzenegger. Kurz darauf erhielt sie eine der Hauptrollen in Randal Kleisers Liebesfilm Summer Lovers über eine Dreiecksbeziehung und erhielt unter anderem lobende Worte von der New-York-Times-Kritikerin Janet Maslin, die den Film ansonsten verriss. Sie spielte im Film eine Archäologin und entdeckte bei Taucharbeiten zufällig auch 3500 Jahre alte Keramiken.
Quennessen galt als talentierte und attraktive Schauspielerin mit – nach den Erfolgen mit Conan der Barbar und Summer Lovers – entsprechend vielversprechender Karriere, doch sie zog sich direkt danach freiwillig weitestgehend aus dem Schauspielgeschäft zurück. Unter anderem schlug sie die Hauptrolle im Film Half Moon Street (1986) aus. Offenbar fürchtete Quennessen die negativen Folgen der Berühmtheit und wollte sich verstärkt ihrem Privatleben widmen. Sie heiratete François Manceaux und bekam mit ihm zwei Kinder (geboren 1982 und 1985). Sie starb im März 1989 im Alter von nur 31 Jahren bei einem Autounfall auf der Autoroute A 13.

## Filmografie
- 1976: Le plein de super
- 1976: Le petit Marcel
- 1978: Nuova Colonia
- 1978: Die Schildkröte auf dem Rücken (La tortue sur le dos)
- 1978: Brigade des mineurs (Fernsehserie, Folge Tête de rivière)
- 1979: On efface tout
- 1979: Martin et Léa
- 1979: Wer geht denn noch zur Uni? (French Postcards)
- 1981: Pause-café (Fernsehserie, 2 Folgen)
- 1981: Ein jeglicher wird seinen Lohn empfangen... (Les uns et les autres, 1983 auch als Miniserie ausgestrahlt)
- 1981: Silas (Fernseh-Miniserie, Folge Entführung, Erpressung – und ein glückliches Ende?)
- 1982: Conan der Barbar (Conan the Barbarian)
- 1982: Summer Lovers
- 1989: Haute tension (Fernsehserie, Folge Eaux troubles)